# Alcsútdoboz
Alcsútdoboz là một thị trấn thuộc hạt Fejér, Hungary. Thị trấn này có diện tích 50,71 km², dân số năm 2010 là 1458 người, mật độ 29 người/km².